# Ivo Andrić
Ivo Andrić (srbsko Иво Андрић), bosansko-srbski književnik in diplomat, * 9. oktober 1892, Dolac pored Travnika/Dolac, Travnik, Bosna in Hercegovina, † 13. marec 1975, Beograd.
Ivo Andrić je bil književnik in diplomat ter edini dobitnik Nobelove nagrade za književnost z območja Jugoslavije, ki jo je prejel leta 1961 za roman Most na Drini (Na Drini ćuprija), kakor tudi za celotno dotedanje delo na »zgodovini enega naroda«. Po razpadu Jugoslavije se Andrić v Srbiji obravnava kot izključno srbski književnik, medtem ko ga na Hrvaškem štejejo tudi za hrvaškega književnika. Med strokovnjaki svetovne književnosti prevladuje mišljenje, da je njegovo najvažnejše delo vezano na srbske kulturne prostore. Bil je tudi član Srbske akademije znanosti in umetnosti in dopisni član Slovenske akademije znanosti in umetnosti.

## Življenje
Ivo Andrić se je rodil 9. oktobra 1892 v Dolcu pri Travniku v takratni Avstro-Ogrski. Matične knjige pričajo, da je bil sin Antuna Andrića in Katarine (rojene Pejić). Krščen je bil po rimokatoliškem obredu na ime Ivan Andrić, čeprav se je sam večji del svojega življenja razglašal za Srba. Pri starosti dveh let je izgubil očeta ter se z materjo preselil v Višegrad k očetovi sestri Ani in njenemu možu. Tu je končal osnovno šolo, nato pa se je leta 1903 vpisal v sarajevsko Veliko gimnazijo, najstarejšo bosansko-hercegovsko srednjo šolo. Pozneje je študiral slovansko književnost in zgodovino na filozofskih fakultetah v Zagrebu, Dunaju, Krakovu in Gradcu. Leta 1924 je zagovarjal doktorsko disertacijo Razvoj duhovnega življenja v Bosni pod vplivom turške vladavine (Die Entwicklung des geistigen Lebens in Bosnien unter der Einwirkung der türkischen Herrschaft) na Univerzi v Gradcu.
V gimnazijskih letih je bil Andrić goreč zagovornik povezovanja jugoslovanskih narodov. Bil je pripadnik liberalnega nacionalističnega gibanja Mlada Bosna in strasten borec za osvoboditev južnoslovanskih narodov izpod Avstro-Ogrske oblasti.
Svojo prvo pesem U sumrak je objavil leta 1911 v Bosanski vili. Naslednje leto je začel študirati na Filozofski fakulteti Kraljeve univerze v Zagrebu, kjer je prejemal štipendijo hrvaškega kulturno-izobraževalnega društva Napredak. Šolanje je nadaljeval na Dunaju ter Krakovu, kjer je dočakal prvo svetovno vojno.
Po izbruhu vojne se je vrnil v domovino. Ko je v sredi julija prispel v Split, ga je avstroogrska policija nemudoma aretirala in zaprla v šibeniški, zatem pa mariborski zapor, kjer je kot politični zapornik ostal do sredine marca 1915. Med zidovi mariborskega zapora je v temi samice, ponižan od izmečkov, intenzivno pisal pesmi v prozi.
Po izpustu iz zapora, so mu oblasti odredile hišni pripor v Ovčarevu in Zenici, kjer ostane vse do leta 1917.
Po vojni in spremembi oblasti se prične Andrićeva diplomatska kariera; leta 1920 je bil postavljen za uradnika v poslaništvu v Vatikanu, zatem pa je deloval še kot diplomat na konzulatih v Bukarešti, Trstu in Gradcu. V tem času je objavil zbirko pesmi v prozi "Nemiri", pripovedke "Ćorkan i Švabica", Mustafa Madžar, Ljubav u kasabi in druge.
Leta 1927 je bil zaposlen na konzulatih v Marseillu in Parizu, naslednje leto pa na poslaništvu v Madridu. Istega leta je bila objavljena njegova pripovedka Most na Žepi. Od 1930 do 1933 je bil sekretar stalne delegacije Kraljevine Jugoslavije pri Društvu narodov v Ženevi. V tem času je objavil prvi del trilogije Jelena, žena koje nema. Med obema vojnama je zavzemal funkcijo pooblaščenega ministra in izrednega poslanca jugoslovanske vlade v Berlinu (do 1939). Po začetku druge svetovne vojne se je zaradi nestrinjanja z oblastmi v Beogradu odpovedal mestu ambasadorja in se vrnil v Beograd. Med vojno se je odmaknil v svoje stanovanje v Beogradu (na Zelenem vencu, za katerega je rekel, da je najgrše mesto na svetu) in ni dovolil nikakršnega tiskanja ali objavljanja svojih del. Takrat je tudi napisal svoja najboljša dela, ki so kasneje doživela svetovno slavo.
Leta 1954 je postal član Komunistične Partije Jugoslavije in tudi prvi predsednik Zveze književnikov Jugoslavije. Bil je prvi, ki je podpisal Novosadski dogovor o srbo-hrvaškem knjižnem jeziku. Istega leta je izdal tudi roman Prokleta Avlija v Matici Srpskoj.

## Dela
Andrić je v književnost vstopil s pesmima v prozi U sumrak in Blaga i dobra mesečina, objavljenima v Bosanski vili leta 1911. Pred pričetkom prve svetovne vojne, junija 1914, je v zborniku Hrvatska mlada lirika objavljenih šest Andrićevih pesmi v prozi (Lanjska pjesma, Strofe u noči, Tama, Potonulo, "Jadni nemir" in Noč crvenih zvijezda). Prvo knjigo verzov v prozi Ex Ponto je objavil leta 1918 v Zagrebu, leta 1920 pa izda zbirko Nemiri v Beogradu. Vse Andrićeve lirske pesmi, ki za časa njegovega življenja niso bile izdane, so bile zbrane in objavljene po njegovi smrti, leta 1976, v Beogradu z nazivom Šta sanjam i šta mi se događa.
Andrićeva dela lahko razdelimo v nekaj tematsko-žanrskih celot.
- V prvi fazi, ki jo obeležujeta lirika in pesmi v prozi (Ex Ponto, Nemiri), je njegovo doživljanje sveta obarvano z osebnim eksistencionalno-spiritualnim iskanjem, ki je bilo deloma navdahnjeno z literaturo, ki jo je v tem času prebiral (npr. Kirkegor). Mišljenja kritikov o umetniških dosegih tega zgodnjega obdobja so deljena: medtem ko srbski kritik Nikola Mirković v njih vidi vrhunec Andrićevega ustvarjanja, pa hrvaški literarni zgodovinar Tomislav Ladan meni, da gre za nepomembne, adolescentne nemire, ki odražajo piščevo nezrelost ter nimajo globlje vrednosti.
- Druga faza, ki traja do II. svetovne vojne, je zaznamovana z Andrićevim usmerjanjem k pripovedniški prozi, na literarnem področju, ter z definitivnim prehodom na srbsko ekavico (za razliko od bosanske jekavice), na jezikovnem področju. Posledica slednjega je bila pogosto čudna mešanica, kjer pripovedovalec uporablja ekavski, protagonisti pa kakšen od jekavskih ali ikavskih dialektov. Po splošnem mnenju za to fazo velja, da se je Andrić 'našel', in zato spada to med umetniško najproduktivnejše obdobje, z večino njegovih najbolj cenjenih zgodb.

Slogovno ni bil nagnjen k eksperimentom, ki so v tem obdobju dominirali v literarnem svetu, temveč je ostal zvest klasični tradiciji realizma 19. stoletja. Opisoval je svojo vizijo Bosne kot dežele na prepadu med vzhodom in zahodom, dežele prepojene z iracionalizmom, versko nestrpnostjo ter čustvenimi izbruhi, večinoma v erotičnem smislu. Literarne osebe so praviloma predstavniki vseh štirih bosanskih, etnično-verskih skupnosti – Bošnjaki (muslimani), Srbi (pravoslavci), Hrvati (rimokatoliki) ter Židi. Pogosto so poimenovani s pejorativnimi imeni (Vlahi, Turki), pojavljajo pa se tudi tujci. Časovno obdobje zgodb v glavnem pokriva 19. stoletje, pa tudi predhodna obdobja ter 20. stoletje.
- Tretja faza je zaznamovana z obsežnejšimi deli; nastali so romani Na Drini Ćuprija, Travnička hronika, Gospođica in nedokončano delo Omerpaša Latas, kakor tudi najpomembnejše delo tega obdobja, pripoved Prokleta avlija. Z izjemo Gospođice, realističnega psihološkega romana, postavljenega v srbsko sredino, se dogajanje ostalih del v glavnem odvija v Bosni, časovno pa v njeni preteklosti ali pa spoju med preteklostjo in sedanjostjo.

## Kritike
Ocene Andrića kot romanopisca so vse prej kot enotne; po mnenju nekaterih je sloneč na pripovedovanju zgoščeno izraženih misli, temelječih na lastni izkušnji uspel ustvariti prepričljiv svet »Orienta v Evropi«, sodeč po drugih, pa je predvsem avtentičen avtor krajšega obsega (kot na primer Čehov), ter s tem najboljši v novelah in pripovedkah. Slednji mu tudi odrekajo vrednosti dosežkov v daljših kompozicijah.
Po Andrićevi smrti so se, sprva prikrito, kasneje pa odprto (zlasti po razpadu Jugoslavije) začele pojavljati tudi negativne kritike piščevega opusa, kar pa ni bilo možno za časa njegovega življenja, ko je užival status nedotakljivega državnega pisca. Te kritike se dotikajo dveh dilem: nacionalno-politične in estetsko-književne.
Prva, gledana iz hrvaškega zornega kota, mu očita, da je bil narodni odpadnik in protagonist velikosrbske ideologije v unitarističnem jugoslovanskem duhu. Četudi je uvrščen v razne antologije hrvaške književnosti, pa je njegov trenutni status na Hrvaškem nezavidljiv. Podobne ocene prihajajo tudi s strani Bošnjakov, s tem, da mu prikazovanje bosanskih muslimanov kot Turke – napol azijske nasilneže, ki jih podzavestno preganja kompleks izdaje zaradi spreobrnitve v islam.
Druga polemika je resnejša in dolgoročno pomembnejša. Cilja pa na precenjenost Andrića kot pisca ter na njegovo zastarelost in posplošenost njegovih karakterov.
Kakorkoli, Andrić je v svetu znan v glavnem po svojih dveh romanih, Na Drini ćuprija in Travnička hronika. Njegovo pripovedovanje v navedenih delih se odlikuje po prepričljivo dočarani atmosferi, značilnemu opisovanju okolice in obnašanja, ne pa tudi po psihološki dodelanosti – večina njegovih likov je motivirana z biološkimi nujnostmi in determinizmom v obnašanju, kar močno spominja na naturalizem 19. stoletja. Razen omenjenih del, je avtor objavil še niz pripovedk, potopisne in esejistične proze, ter verjetno najboljše delo pozne faze, zbirko aforističnih zapisov Znakovi pored puta (posthumno izdane).
Lahko bi se reklo, da Ivo Andrić ostaja sporni klasik, okoli katerega tečejo politične polemike. Ta avtor vse pogosteje postaja predmet političnih sporov in vse manj služi kot vir inspiracije modernim pisateljem.